# Béguédo
Béguédo là một tổng của tỉnh Boulgou ở phía đông Burkina Faso. Thủ phủ là thị xã Béguédo. Theo điều tra dân số năm 1996, tổng này có tổng dân số 17.880 người.

## Các thị xã và làng xã
- Thị xã Béguédo (14 692 dân) (thủ phủ)
- Beguedo Peulh (675 dân)
- Diarra (395 dân)
- Fingla (2 118 dân)